# Drzonków
Drzonków (do 1945 niem. Drentkau) – od 1 stycznia 2015 część miasta i osiedle administracyjne Zielonej Góry, położona na południowym zboczu Wału Zielonogórskiego. Do 31 grudnia 2014 r. samodzielna wieś w gminie Zielona Góra.

## Historia
Nazwa pochodzi od staropolskiego słowa drzeń oznaczającego drewno. Wieś wzmiankowana po raz pierwszy w 1305 pod nazwą Dronkow. Następna wzmianka, która pochodziła z 1376 roku, odnosiła się do drzonkowskiego kościoła i właścicielem wsi był w tym czasie ród von Kittlitz. Później część Drzonkowa zakupili Rothenburgowie i do 1611 obydwa rody utrzymywały swoje własności. Od Kittlitzów majątek kupił Hans von Kalkreuth, a po niedługim czasie odsprzedał go rodzinie von Knobelsdorff. Drzonków od 1688 roku dzielił się na dwie części, a od 1722 roku na trzy, co było spowodowane podziałem spadku. Wspomniano wówczas jako właścicieli dóbr: Christiana Ernesta von Rothenburga, Sigmunda von Knobelsdorffa i Ottona Sigfrieda von Unruha. Baron Gottlieb von Cersdorf w 1743 scalił dwie części, a trzecia pozostawała we władaniu Gustava Christiana von Prittwitza und Gaffrona. Cześć majątków została w drugiej połowie XVIII stulecia połączona przez hrabiego Ludwiga von Schlabrendorfa, który w 1782 roku sprzedał je hrabinie Friederike von Cosel. Majątek został w 1785 przejęty przez jej syna, a w 1789 przedstawiciela rodziny von Johnston. W tej partii wsi znajdowały się w tym czasie m.in. 2 folwarki i 5 młynów wodnych na strumieniu Krzyżna, a w 102 gospodarstwach mieszkało 546 osób. Należąca w 1743 do Gustava von Prittwitza część wsi była już w 1761 własnością barona Gelsdorfa, a od 1768 przedstawicielki rodu von Knobelsdorff. Znajdował się tutaj około 1790 folwark, a także 13 gospodarstw, w których mieszkało 68 osób.
W latach 1975–1998 miejscowość administracyjnie należała do województwa zielonogórskiego. W 1984 liczba mieszkańców Drzonkowa, wówczas wsi, wynosiła około 530 mieszkańców.
Na terenie Drzonkowa funkcjonuje Zespół Edukacyjny nr 4 oraz parafia pw. Matki Bożej Ostrobramskiej.

## Zabytki
Do wojewódzkiego rejestru zabytków wpisane są:
- dwór nr 32 a, z XVIII wieku/XIX wieku w znajdującym się w centrum wsi zespole dworsko-folwarcznym z XVIII/XIX wieku. Przetrwał on do czasów współczesnych[6]. W południowej pierzei podwórza stoi dwór, przy którym wznoszą się też budynki gospodarcze, a w pobliżu niego zachował się też ogród i sad[6]. Prawdopodobnie dla dzierżawcy majątku zbudowano na przełomie XVIII i XIX wieku klasycystyczny dwór, którym jest murowany i podpiwniczony budynek wzniesiony na planie prostokąta. Nakryty jest dachem mansardowym. Ryzalit z wejściem głównym zwieńczonym trójkątnym tympanonem znajduje się w centralnym punkcie elewacji frontowej, a wystrój elewacji jest skromny[6]. Opaskami okiennymi została ozdobiona jedynie fasada. Obecnie wygląd dworu odbiega od pierwotnego, gdyż po II wojnie światowej, w związku z przeznaczeniem na mieszkania, poddano go pracom remontowym. Wtedy to przekształcono wnętrza i zmieniono wygląd zewnętrzny budynku, m.in. likwidując okna dachowe[6].
- dom nr 56, z XIX wieku

inne zabytki:
- we wsi znajdował się kościół pw. św. Mikołaja. Wymieniony po raz pierwszy w dokumencie z 14 stycznia 1376 r., przeszedł w 1525 w ręce luteran, aby po piętnastu latach wrócić w posiadanie katolików. Jednakże miejscowa diaspora nie była w stanie utrzymać budynku, co doprowadziło do jego stopniowej dewastacji. Kościół rozebrano ostatecznie w 1818 roku, a XVIII-wieczną dzwonnicę przeniesiono do skansenu w Ochli.

W ewidencji konserwatorskiej znajdują się ponadto dawna remiza strażacka (obecnie świetlica) i stacja transformatorowa z 1927 roku.

## Wojewódzki Ośrodek Sportu i Rekreacji

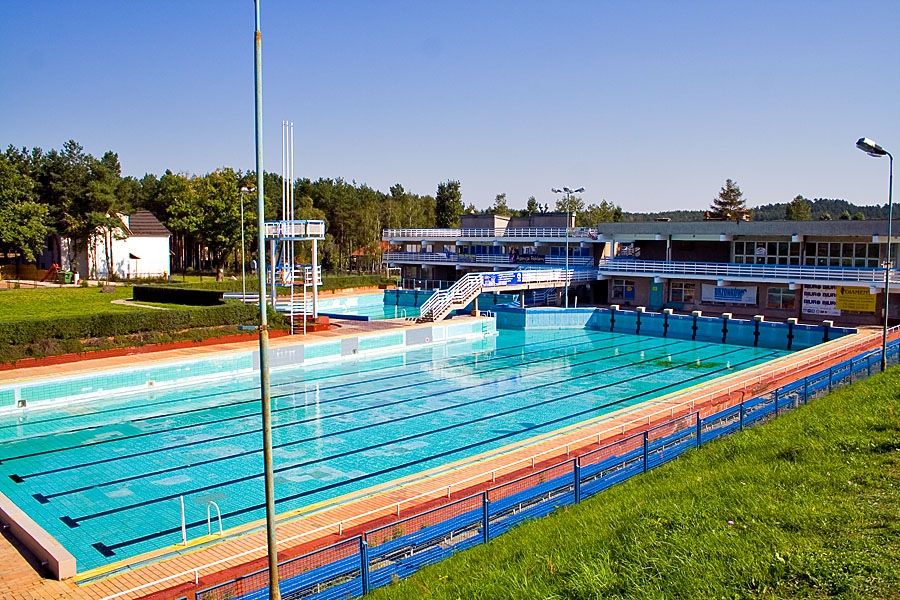
Basen olimpijski

Na terenie Drzonkowa znajduje się Wojewódzki Ośrodek Sportu i Rekreacji (WOSiR), który cieszy się popularnością wśród profesjonalnych polskich i zagranicznych sportowców, w szczególności pięcioboistów nowoczesnych. Do Wojewódzkiego Ośrodka Sportu i Rekreacji należy basen olimpijski oraz drugi basen kryty, wykorzystywany do nauki pływania przez cały rok. Z basenów tych korzysta Zespół Szkół Mistrzostwa Sportowego w Zielonej Górze.